# جو مونتجومري
جو مونتجومري (بالإنجليزية: Joe Montgomery)‏ هو لاعب كرة قدم أمريكية أمريكي، ولد في 8 يونيو 1976 في روبينس في الولايات المتحدة.

## وصلات خارجية
- جو مونتجومري على موقع مرجع كرة القدم المحترفة.كوم (الإنجليزية)